# Claudia Coari
Claudia Faustina Coari Mamani (Capachica, 26 de febrero de 1967) es una agricultora, campesina, dirigente agrícola y política peruana de origen quechua. Fue congresista de la república por Puno durante el periodo 2011-2016.

## Biografía
Nació en Capachica, ubicado en el departamento de Puno, el 26 de febrero de 1967.
Laboró como agricultora en su natal tierra y fue directora de la Red Nacional Productores Agricultura Familiar desde el año 2017 hasta el año 2020.
Fue miembro del Poder Democrático Regional liderado por el excongresista Alberto Quintanilla. Posteriormente se integró en alianza con el Partido Socialista de Javier Diez Canseco y postuló al Congreso de la República en el año 2006, sin embargo, no resultó elegida.

### Congresista de la República
En las elecciones del año 2011, postuló nuevamente al Congreso de la República por la coalición Gana Perú y logró ser elegida para el periodo parlamentario 2011-2016. Durante su carrera congresal impulsó proyectos de ley para descontaminar el lago Titicaca y fortalecer la agricultura familiar. En marzo de 2018 mostró sus intenciones políticas de postular al puesto de gobernadora de la región Puno.
En 2018 formó parte de una delegación de mujeres líderes indígenas de 10 países de América del Sur que viajó a Chile para el lanzamiento de una campaña de la Organización de las Naciones Unidas para la Alimentación y la Agricultura para erradicar el hambre. Destacó la importancia de la agricultura familiar para la seguridad alimentaria y dijo que en su entorno las mujeres asumían la mayor parte de este trabajo.
Fue felicitada por el presidente boliviano Evo Morales, por lucir la colorida pollera indígena en el Congreso, con orgullo por su herencia.
Actualmente es miembro del partido Juntos por el Perú desde el año 2020.